# Can-linn
Can-linn, signifiant "chante avec nous" en irlandais, est un groupe de musique irlandais.
Le 28 février 2014, lors de la finale nationale Eurosong, il est choisi, accompagné de la chanteuse Kasey Smith, pour représenter l'Irlande au Concours Eurovision de la chanson 2014 à Copenhague, au Danemark avec la chanson Heartbeat (Battement de cœur).

## Discographie

### Singles
| Année | Titre                           | Classement | Album            |
| Année | Titre                           | IRE        | Album            |
| ----- | ------------------------------- | ---------- | ---------------- |
| 2014  | "Heartbeat" (feat. Kasey Smith) | 41         | Non-album single |